# Francisco Camilo

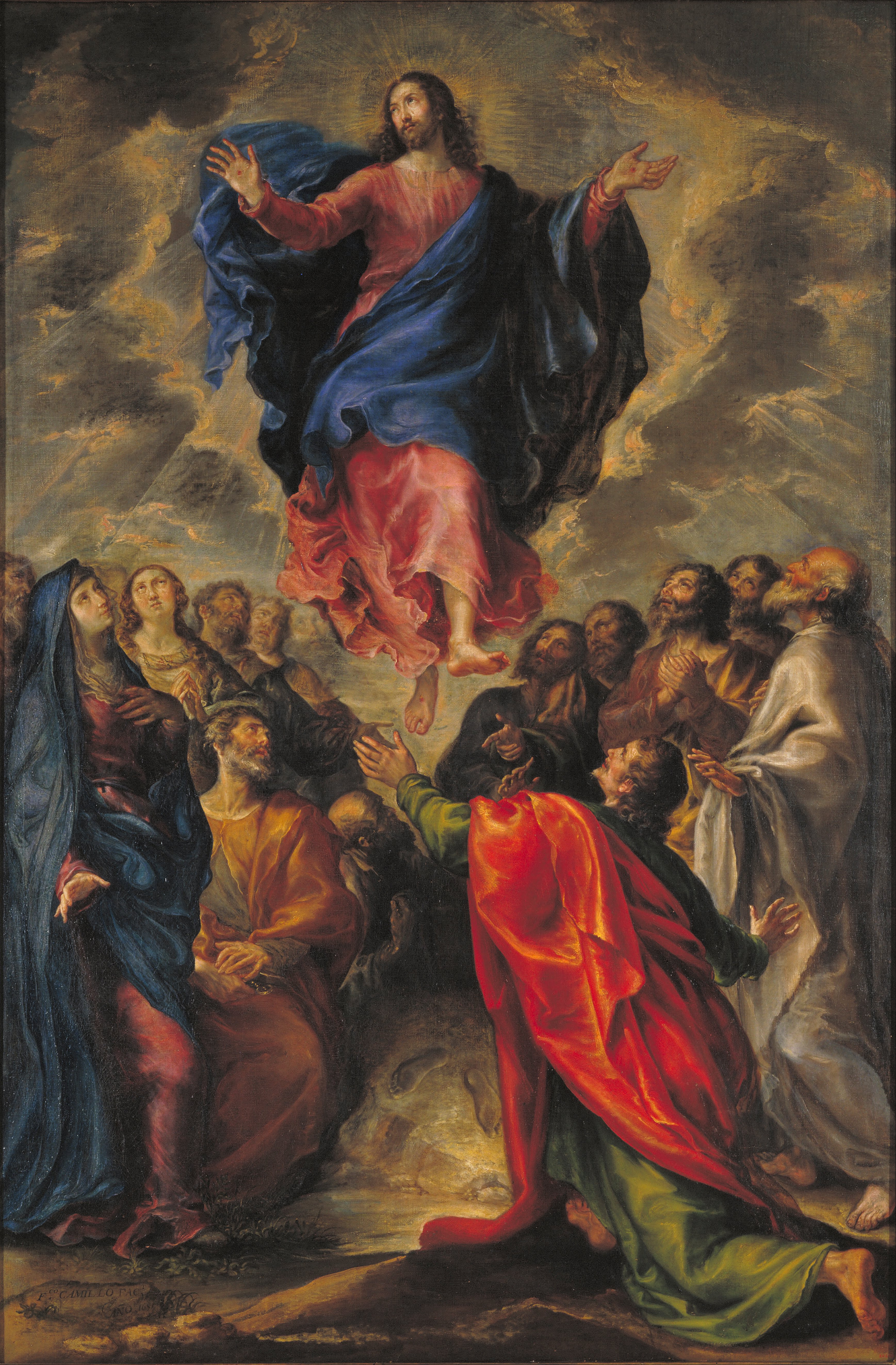
Ascensión, 1651. Óleo sobre lienzo, 207 x 127 cm, Barcelona, Museu Nacional d'Art de Catalunya.

Francisco Camilo (Madrid, h. 1614/1615-Madrid, 1673) fue un pintor barroco español, impulsor con Juan Carreño de Miranda, Francisco Rizzi y Francisco de Herrera el Mozo de la renovación de la pintura madrileña hacia fórmulas propias del pleno barroco, aunque en relación con aquellos lo hiciese en un segundo plano.

## Biografía

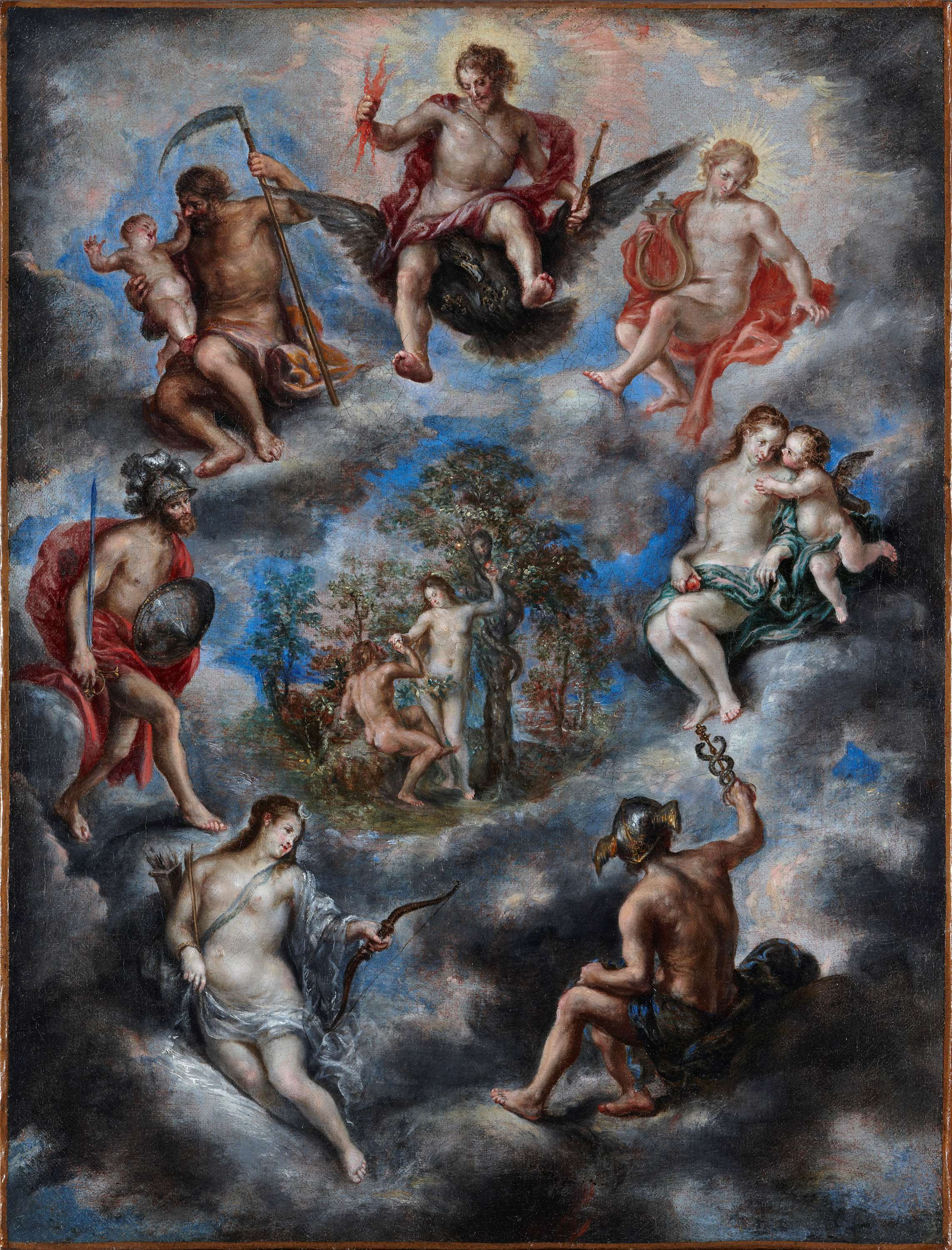
Adán y Eva y alegoría de los planetas, óleo sobre lienzo, 81,3 x 63,5 cm. Madrid, colección particular, galería Caylus. Firmado: «F. C[am]illo fa[c]i[e]ba[t]».

Hijo de Domingo Simón Camillo, florentino, de quien se ignora la profesión y solo consta que a su muerte no «dejó bienes algunos», y de Clara Pérez o Clara del Río, que no sabía firmar, se desconoce la fecha exacta de su nacimiento. Lázaro Díaz del Valle, que se declaraba su amigo desde la infancia, afirma que su padre descendía de la insigne familia de los Camilo, descendientes del defensor de Roma frente a los galos, afirmación sin sustento repetida por Palomino, siempre dispuesto a subrayar el honorable linaje de sus biografiados como medio para afirmar la nobleza de la pintura, distinguiéndola de los oficios mecánicos. Orgulloso de su origen italiano, Francisco Camilo firmó con frecuencia Camillo, a la manera italiana. Su madre casó en segundas nupcias con el pintor madrileño Pedro de las Cuevas, célebre, ante todo —pues no se conoce ninguna pintura firmada por él— como maestro de pintores en la Casa de los Desamparados de la Corte. Por su taller pasaron, entre otros, además de Camilo y de su propio hijo, Eugenio de las Cuevas, Carreño, Pereda, Licalde, Leonardo y Montero de Rojas, con quienes Camilo hubo de tener trato como condiscípulos.
Ya muy joven, con dieciocho años según Palomino, pintó por encargo de los jesuitas un San Francisco de Borja en pie, de estatura mayor que el natural, para la sacristía de la Casa Profesa de Madrid. En 1634 se documenta su presencia en Zaragoza, ocupado con otros pintores aragoneses en la copia por encargo de Felipe IV de la serie de retratos de los reyes de la Corona de Aragón conservada en el palacio de la Diputación, copia que había de enviarse a Madrid con destino al palacio del Buen Retiro en noviembre de ese año. La serie de copias se conserva en gran parte, aunque dispersa, pero no es posible distinguir en las piezas conservadas la mano de Camilo. Probablemente por la satisfactoria ejecución de aquel encargo, contando con veinticinco años según dicen Lázaro Díaz del Valle y Palomino, fue llamado a colaborar en la serie de los reyes de Castilla para el Salón Dorado o de las Comedias del Alcázar madrileño. Los cuatro cuadros pintados por Camilo se han perdido, pero por Palomino se conocen sus asuntos, que eran, por parejas: Alfonso VI con su nieto Alfonso VII y Juan II con Enrique IV, ambos en el Salón de Comedias, en tiempos de Palomino ya dividido, y los reyes de Asturias Silo con su esposa Adosinda y Fruela con su esposa Munia, estos en la alcoba del rey.
Aunque nunca ostentó el título de pintor del rey, en julio de 1641 fue de nuevo llamado a trabajar en el Alcázar. Junto con Julio César Semín trabajó de 1641 a 1643 en la decoración de la Galería de Poniente, trabajos por los que se les hicieron tres pagos a cuenta de 675, 1000 y 600 reales. Por el documento de tasación, de la que se encargó Alonso Cano, hay noticia de que lo pintado por ellos fueron catorce historias al óleo; además repararon también al óleo sobre fresco otras cinco. Los asuntos de todas ellas procedían de Las metamorfosis de Ovidio, en lo que, según Lázaro Díaz del Valle, Camilo era «grande historiador y muy noticioso de las fábulas, como me consta». Palomino, tras repetir la afirmación de Díaz del Valle y asegurar que se trataba de pinturas al fresco, sostenía, sin embargo, que las pinturas no agradaron a Felipe IV, quien según una anécdota que se haría célebre, dijo «que Júpiter parecía Jesucristo, y Juno la Virgen Santísima», reparo, advertía Palomino en su defensa de la adecuación de las pinturas a los asuntos representados, «digno de la discreción, e inteligencia de tan católico Rey; y de que lo observemos los artífices, como documento». El motivo de esa falta, para Palomino, estaría en el genio de Camilo, «tan inclinado a lo dulce, y devoto», que le faltó temperamento para enfrentarse a un género de pinturas que requieren «expresar en las fisonomías, trajes, y desnudos de los dioses, [...] semblantes adustos, y fieros, que en cierto modo degeneren, hasta en esto de nuestra Religión». Perdidos todos estos lienzos, se ha descrito como boceto de presentación para una de estas decoraciones el pequeño óleo firmado con Adán y Eva en el Paraíso terrenal, en el centro de la composición conforme a una visión geocéntrica del sistema solar, rodeados por las alegorías de los planetas en forma de divinidades mitológicas con sus correspondientes atributos: Júpiter, Apolo (como el Sol), Venus, Mercurio, Diana (como la Luna), Marte y Saturno.
Fue su último contacto con la Corte, que tardó muchos años en acabar de cobrar. Pérez Sánchez considera que en el origen de ese alejamiento de la Corte pudo estar precisamente la dificultad para cobrar. Buen administrador y con una economía saneada —se conservan varios documentos referidos a préstamos concedidos por él, algunos por cantidades considerables— no se vería urgido a trabajar para palacio tras ganarse el respeto de la clientela eclesiástica y, quizá, de algún sector de la burguesía y la nobleza madrileñas.

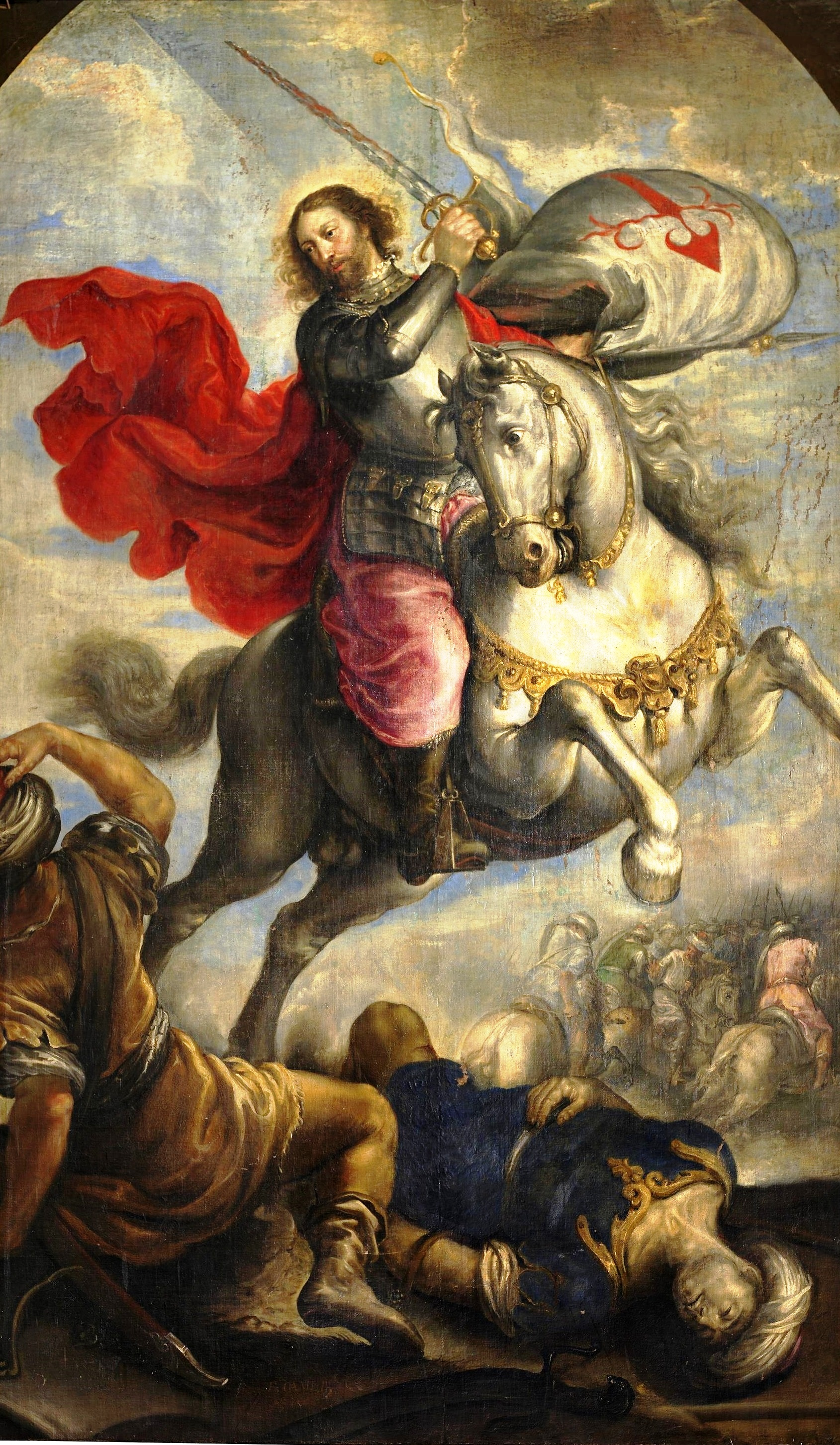
El apóstol Santiago a caballo, 1649. Óleo sobre lienzo, 263 x 178 cm, Ciudad Rodrigo, Capilla de Cerralbo, en depósito del Museo del Prado.

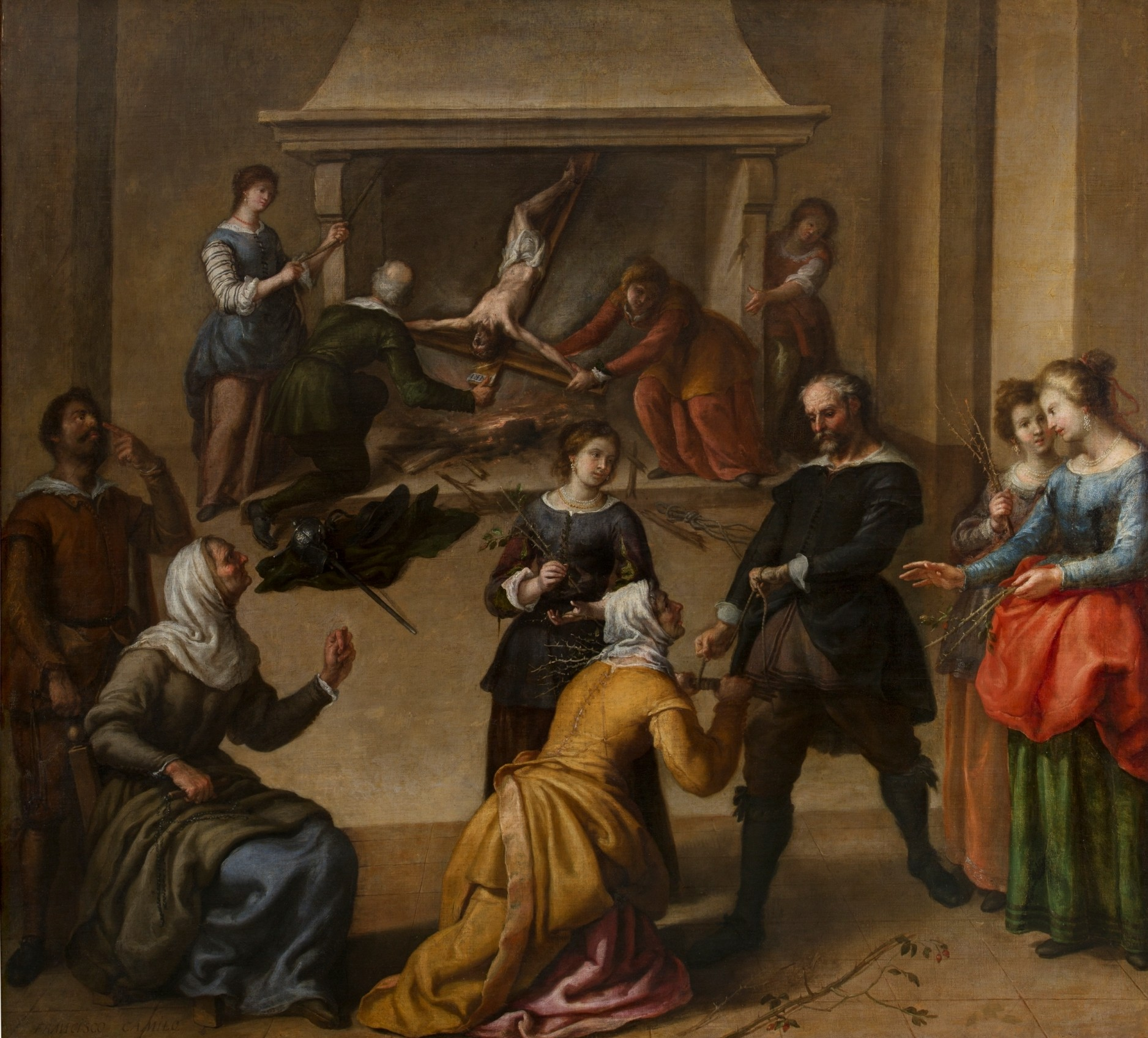
Ultrajes al Crucifijo o Cristo de las Injurias, 1651. Óleo sobre lienzo, 210 x 231 cm. Museo del Prado, en depósito en Villanueva y Geltrú, Biblioteca Museo Víctor Balaguer.

En 1643 contrajo matrimonio con Jerónima Toral y Valdés, de familia acomodada, y un año después firmó la que sería su primera pintura firmada y fechada llegada hasta nuestros días: el gran lienzo con Santas Justa y Rufina de la Seo del Salvador de Zaragoza. De mediados de la década de 1640 son una serie de cuadros de la vida de santo Domingo pintados para el convento madrileño de Santo Domingo el Real, destruido en 1860, de la que se conservan únicamente cuatro —uno de ellos fechado en 1646— en la iglesia del nuevo convento de los dominicos de Madrid. El mismo año está firmada una guirnalda de flores pintada en colaboración con Juan de Arellano, con unos niños y Cupido haciendo pompas de jabón, emblema característico del género Vanitas (Museo de Bellas Artes de Valencia). Se le atribuyen los lienzos con santa Teresa de Jesús y san Ignacio de Loyola del segundo cuerpo y el de la Epifanía en el ático del retablo colateral del Niño Jesús de la iglesia de Santa María Magdalena de Getafe, documentado en 1645, en el que se habría repartido el trabajo con Alonso Cano. Poco posteriores son los dos grandes lienzos pintados para la Cartuja de El Paular, Santiago matamoros y La muerte de san Pablo Ermitaño, de cuya instalación en el coro de legos del monasterio se encargó el propio Camilo en diciembre de 1649. Ambos son ahora propiedad del Museo del Prado —en depósito en la Capilla de Cerralbo de Ciudad Rodrigo el Santiago a caballo— al que llegaron procedentes del Museo de la Trinidad con otros trece cuadros de Camilo pertenecientes al museo madrileño.
En todas estas pinturas, como en las poco posteriores de la Ascensión del Museu Nacional d'Art de Catalunya o el Martirio de san Bartolomé y el San Jerónimo azotado por los ángeles del Museo del Prado, fechadas las tres en 1651, hay ya una apertura a un decidido barroquismo deudor de modelos recibidos y plenamente asimilados de Rubens, compatible con la pervivencia de influencias de Vicente Carducho y la utilización de estampas flamencas del último manierismo, pero interpretadas con pincelada deshecha y colorido claro, y un muy particular alargamiento de las figuras que las hace ingrávidas.
La década de 1650 fue de intensa actividad en el taller de Camilo, que deberá atender encargos de buena parte de las órdenes religiosas presentes en Madrid, con otros muchos llegados de fuera de la Corte. A estos años pertenecen algunas de sus mejores obras y más personales, como las ya citadas Ascensión y San Jerónimo azotado por los ángeles que pintó para los carmelitas descalzos de Madrid junto con el Martirio de san Bartolomé, el San Luis rey meditando sobre la calavera coronada del John and Mable Ringling Museum of Art de Sarasota, que estuvo atribuido a Valdés Leal, y la Familia de judaizantes azotando a un crucifijo (Museo del Prado), también de 1651, que formó parte de la serie de obras destinadas al ornato del convento de los capuchinos del Cristo de la Paciencia, levantado como desagravio sobre el solar de la casa donde se habrían cometido los ultrajes.
Muy numerosos son los encargos para fuera de Madrid. Procedentes del convento del Carmen Calzado de Toledo y ahora en el Museo del Prado se fechan en 1652 dos lienzos con San José con el Niño dormido y Santa Ana, san Joaquín y la Virgen, esta vestida de carmelita. En el retablo mayor de la parroquial de Pinto (1654), donde se reparte el trabajo con Antonio Pereda, es suya la gran Adoración de los pastores  del cuerpo del retablo y la mayor parte de las pinturas del banco (San Sebastián, Santa Teresa, San Francisco de Paula, Santa María Egipciaca, San Antonio de Padua, Santa Lucía y San Jorge). Es posible que le correspondan también, si no son de Antonio van de Pere, las pinturas de gran tamaño del cascarón del ábside. En 1656 trabajaba para la parroquial de Santorcaz. Por Palomino se tiene noticia de otros trabajos hechos para El Paular, por aquellos años perteneciente a la diócesis de Segovia, lo que puede explicar el prestigio del que gozó en ella como acreditan los encargos para el retablo mayor de Otero de Herreros (1659) y el del Descendimiento alabado por Palomino para la capilla de la Esclavitud de la iglesia de San Justo de Segovia, firmado «Fco. Camillo faciebat 1660». Pero no son solo pinturas. En el taller de Camilo se realizaban también trabajos de dorado y plateado, al menos de los túmulos elevados en las Descalzas Reales con motivo de las exequias por las emperatrices María (1646) y Leonor (1655), además de encargarse del encarnado y estofado de algunas de las esculturas de Manuel Pereira, singularmente la del Cristo del Perdón del convento de los dominicos, del que decía Palomino «que así la pintura, como la escultura, dándose las manos, componen un prodigioso espectáculo».

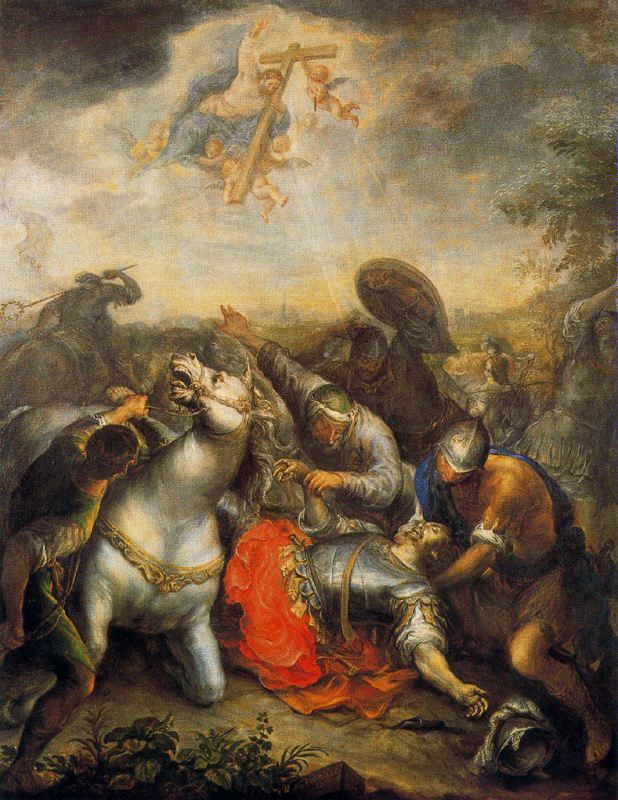
Conversión de san Pablo, 1667. Óleo sobre lienzo, 215 x 178,5 cm, Segovia, Museo de Segovia.

No decayó la actividad del taller en la década de 1660, en la que Camilo recibió como aprendiz —en 1662— a Francisco Ignacio Ruiz de la Iglesia, de catorce años. Muy elogiada por Palomino es la pequeña imagen de Nuestra Señora de Belén del Hospital de San Juan de Dios o de Antón Martín, óleo firmado en 1662, «que aunque es pequeño en la cantidad, es sin límite en la perfección; y acredita bien la que tuvo el artífice para las efigies de María Santísima y otras santas, y vírgenes, con extremada gracia, y belleza». Firmadas o documentadas en estos años están, entre otras, las pinturas para el cuerpo bajo del retablo de la Fuencisla de Segovia, con San Joaquín y la Virgen y San José con el Niño (1662), la Asunción de la Virgen del Museo del Ermitage (1666) y la Conversión de San Pablo (1667), que fue pintura central del retablo mayor de la desaparecida iglesia del San Pablo de Segovia y se conserva ahora en el Museo de Segovia. Obra representativa del trabajo maduro de Camilo, en la que parte de la imitación de una conocida estampa de Schelte à Bolswert según la pintura del mismo asunto de Rubens destruida en 1945, de la que toma literalmente la figura del apóstol y la del soldado que lo atiende, al tiempo que atenúa el efecto de agitación del conjunto, eliminando algunas de las cabalgaduras y juegos de diagonales, lo que compensa con la figura del caballo del que ha caído el apóstol, que eleva la cabeza y se revuelve nervioso donde en Rubens parece humillado.
No se conocen obras firmadas de los últimos años, a los que podría corresponder el Cristo yacente del monasterio del Corpus Christi, llamado de las Carboneras, de Madrid, del que existe otra versión muy semejante en la iglesia de los Jerónimos, depósito del Museo del Prado, con recuerdos de la pintura de Rubens reanimada por la influencia de Anton van Dyck en el color.

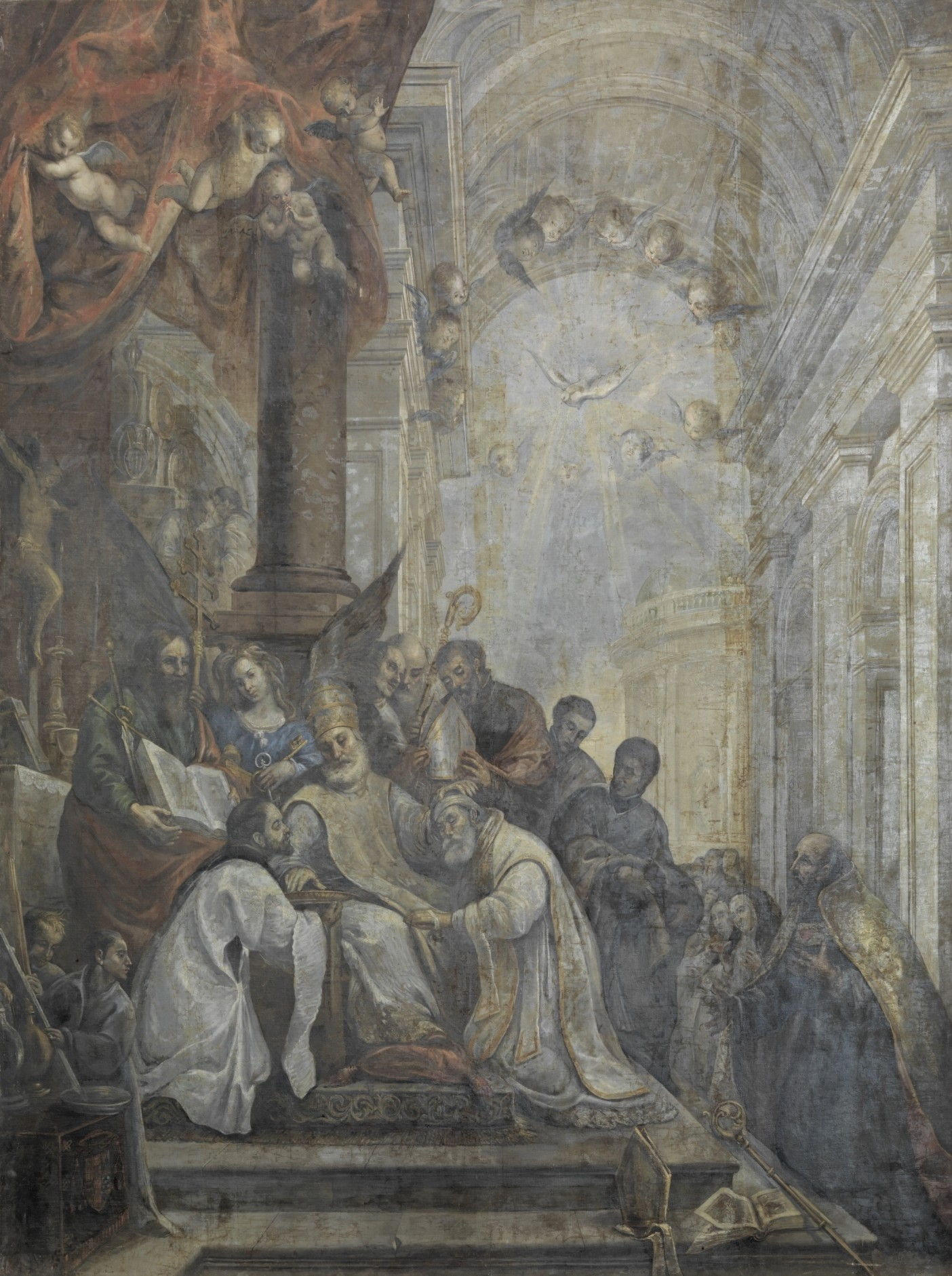
Consagración de san Torcuato por san Pedro. Óleo sobre lienzo, 545 x 432 cm. Toledo, Hospital Tavera, en depósito del Museo del Prado

También de los últimos años parecen ser dos grandes lienzos de altar de infrecuente iconografía, ambos en el Hospital Tavera de Toledo como depósito del Museo del Prado: la Consagración de san Torcuato por san Pedro (545 x 432 cm), pintado para la capilla de San Pedro de la catedral de Toledo, de donde pudo pasar antes de la desamortización al convento de monjas agustinas de San Torcuato, y San José con el Niño Jesús (450 x 287 cm), procedente del convento de Clérigos Menores de Alcalá de Henares, llamado de los Caracciolos. Del primero, que debió de ser pintado por encargo del cardenal Pascual de Aragón, arzobispo de Toledo de 1666 a 1677, cuyas armas campean en el lienzo, destaca el amplio desarrollo de la monumental arquitectura clasicista, del segundo el original tratamiento del tema contrarreformista de las dos trinidades o Trinidad de la Tierra al completar el motivo del patriarca san José llevando de la mano al Niño, devoción teresiana ampliamente divulgada en aquellos años, con un rompimiento de gloria en el que aparece Dios Padre con la esfera del orbe y el alfa y omega, la paloma de Espíritu Santo y, en la lejanía, la Anunciación a cielo abierto y con la luna creciente a los pies, fusionando los temas de la Inmaculada Concepción y la Encarnación.
Su viuda, Jerónima de Toral y Baldés, ordenó el 20 de noviembre de 1673 por poderes el testamento de su esposo, fallecido el 9 de agosto del mismo año y enterrado en la parroquia de San Sebastián. Conforme a las disposiciones testamentarias acordadas con su esposa, acompañaron al entierro los clérigos de la parroquia y religiosos de las conventos de San Francisco y de los Trinitarios, hermanos de la Orden Tercera, niños desamparados y doce pobres con hachas, y se celebraron 200 misas por su alma, lo que da cuenta de la saneada economía familiar, de lo que pueden dar fe también los 60 786 reales de vellón, incluyendo una cadena de tres vueltas y once mil reales en doblones de oro, que llevó como dote a su matrimonio su única hija, Teresa Luisa, nacida en 1655 y casada con catorce años con el doctor Rodrigo Pérez de Vergara, viudo y con hijos.
Además de Ruiz de la Iglesia, a quien se documenta como discípulo, Palomino afirma que Andrés de Vargas aprendió el arte de la pintura con Camilo, «por haberle reconocido muy inclinado a ella» y «tan de su confianza que le fiaba cosas de mucha consecuencia», aunque, casi de la misma edad, parece más probable que la relación fuese de colaboración en el taller. También Juan Cano de Arévalo y el segoviano Francisco Herranz se demuestran en lo poco que se conoce de su trabajo, si no discípulos, seguidores de Camilo.